# چینی نوشتاری
چینی نوشتاری (چینی: 中文، پین‌یین: zhōngwén)، شامل نویسه‌های چینی است که برای نوشتن زبان چینی به کار می‌رود. نویسه‌های چینی واژه‌نگاشت هستند و دارای الفبا یا هجانگاری نیستند. در این سبک، هر نویسه شامل یک هجا در زبان چینی گفتاری است؛ که ممکن است خود یک کلمه باشد یا بخشی از یک کلمه چندبخشی باشد. نویسه‌ها بیشتر از بخش‌هایی تشکیل شده‌اند که ممکن است نمایانگر اشیا، مفاهیم انتزاعی، یا تلفظ‌ها باشند.
داشتن سواد نیازمند حفظ تعداد زیادی از نویسه‌ها است: چینی‌های تحصیل کرده حدود ۴۰۰۰ را می‌شناسند. پرشمار بودن نویسه‌ها تا حدودی منجر به پذیرش الفباهای غربی یا سایر سیستم‌های مکمل به عنوان وسیله کمکی برای نوشتن چینی شده‌است.
برخی از نویسه‌های چینی در سیستم‌های نوشتن سایر زبان‌های همسایه آسیای شرقی پذیرفته شده‌اند، اما در حال حاضر فقط از آن‌ها در زبان ژاپنی و تا حد کمتری در زبان کره‌ای استفاده می‌شود. زبان ویتنامی نیز در گذشته از این سبک پیروی می‌کرد اما امروزه با الفبا نوشته می‌شود.